# Smalt

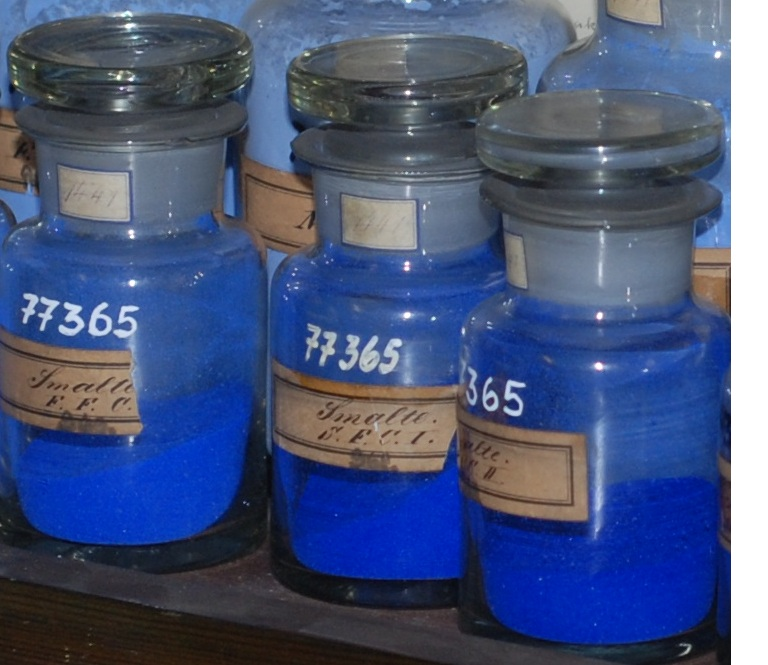
Smalt, Historische collectie van verfstoffen, Technische Universiteit Dresden

Smalt is een pigment met een diep-blauwe kleur, bestaande uit kobalthoudende silicaten in poedervorm. Het wordt of werd gebruikt in de schilderkunst en in keramiek. Als pigment voor olieverf is de functie van smalt overgenomen door het dekkende kobaltblauw.
Smalt heeft een transparante werking met olie en werd door de grote meesters gebruikt voor luchten en als drogend element toegevoegd aan overige kleuren (Velázquez). Een nadeel van smalt is dat het langzaam grijzig wordt. Het glasachtig karakter maakt bovendien dat het lastig te prepareren is.

## Geschiedenis
Smalt is al aangetroffen in objecten uit Mesopotamië en het Oude Egypte uit het tweede millennium voor Christus. Wat later duikt het ook in China op. In de traditionele bereidingsmethode werd het mineraal skutterudiet of smaltiet gebrand om een kobaltoxide te verkrijgen die men saffloer noemde of zaffara. Door de verhitting vervloog de giftige arsenicumcomponent. De saffloer werd weer verhit met kwarts en alkali, tot 1150 °C, zodat een donkerblauw gekleurde glassubstantie ontstond, de smalt. Het woord komt van het Italiaanse smaltare, "smelten"; de substantie heette smaltino of smalto. De daarvan afgeleide internationaal bekende term smalt lijkt van Nederlandse oorsprong te zijn. De hete glasmassa werd "geschrokken" in water, gezeefd, verpulverd, gewassen en als blauw pigment gebruikt. Kennelijk werd de smalt duizenden jaren lang alleen toegepast om glas en keramiek te kleuren. Een kleine hoeveelheid kobaltoxide, 0,15%, kleurt glas al diepblauw. Zulk door toevoeging van smalt gekleurd glas weer verpulveren om een blauw pigment te verkrijgen voor toepassing in de schilderkunst heeft weinig zin daar de kleurkracht en dekking minimaal zijn. In de middeleeuwen kwam men op de gedachte daarvoor de smalt zelf te gebruiken welke typisch voor zeven à acht procent uit kobaltoxiden bestaat. Smalt is aangetroffen in muurschilderingen uit Centraal-Azië uit de elfde eeuw. Vermoedelijk werd het kobalterts gewonnen als bijproduct in zilvermijnen in Perzië.

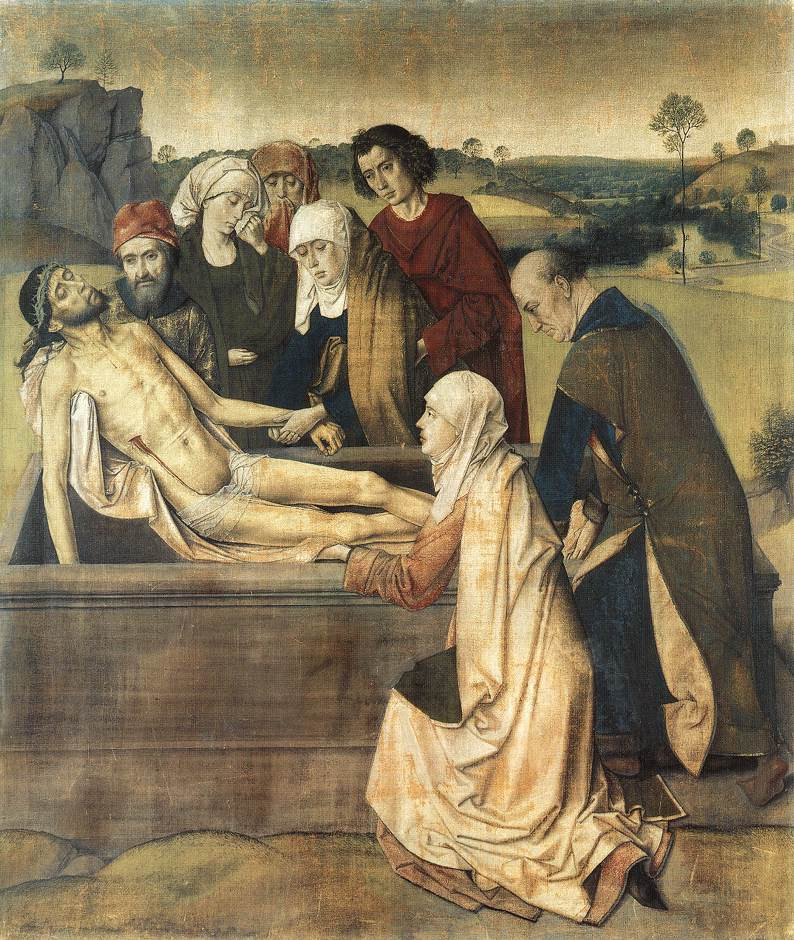
De Graflegging van Dirk Bouts is een van de vroegste schilderijen waarin smalt is aangetoond. Het werk is in lijmverf en de grijze tint is dus het gevolg van vervuiling, niet een verkleuring van de smalt

In Europa werd smalt in beperkte mate door de Romeinen toegepast. In de negende eeuw lijkt de bereidingsmethode daar weer verloren te zijn gegaan. In de late middeleeuwen werd in Venetië echter met smalt gekleurd glas gefabriceerd, vermoedelijk al van de twaalfde eeuw af. Misschien dat via dezelfde stad uit het Midden-Oosten het idee in Europa overgenomen werd om de smalt zelf als pigment te gebruiken. De eerste schilderwerken waarin smalt is aangetoond, stammen uit de vijftiende eeuw. De Graflegging van Dirk Bouts, welke rond 1455 te dateren valt, bevat smalt. In de zestiende eeuw werd smalt geproduceerd bij zilvermijnen in Bohemen en het Keurvorstendom Saksen. De gebruikte mineralen waren toen voornamelijk erythriet en kobaltiet. Later zou lange tijd gedacht worden, onder invloed van een boek door Christian Lehmann uit 1688, dat het daar rond 1550 was uitgevonden door de Boheemse glasmaker Christoph Schürer uit Platten. De substantie werd via Neurenberg in vaten naar de Nederlanden verhandeld waar het al snel een zeer gebruikelijk pigment in de schilderkunst werd. Gedurende de zeventiende eeuw imiteerden kunstenaars in andere streken deze gewoonte. Het pigment was vooral gewild als een vervanging voor het extreem dure natuurlijke ultramarijn waarvan het de kleurtoon dicht benadert. Daarbij is het mogelijk dat smalt het gebrek aan azuriet compenseerde, veroorzaakt door het verloren gaan van de kopermijnen in Hongarije door de opmars van het Ottomaanse Rijk in het begin van de zestiende eeuw. Overigens was smalt ook goedkoper dan azuriet.
Dat het pigment uit silicaten bestaat, leverde zekere problemen op bij de fabricage en verwerking. Te fijn gemalen smalt, die de Saksen verkochten onder de naam Eschel, heeft slechts een geringe dekkracht. Bij een te grove maling neemt het kleurend vermogen weer te sterk af. Het was nodig een balans te vinden. Bij een kleurtechnisch redelijk evenwicht tussen dekking en kleurtoon, een maling die couleur genoemd werd, had met smalt gewreven olieverf echter veel lijnolie nodig en kon niet "kort" gemaakt worden, dus dat de kwasttoets er in bleef staan. Sterker nog: de verf droop dan van het doek af. Dat was des te hinderlijker omdat smalt, teneinde de kleurkracht te verhogen, typisch ongemengd als glacerende bovenlaag werd aangebracht. Om het uitzakken van de smalt tegen te gaan rieden schilderboeken wel aan om het oppervlak van het schilderdoek te verruwen door er met een naald vele kleine putjes in te steken; zo bleef de blauwe verf hangen. Een andere methode was om de smalt in snel drogende tempera of lijmverf aan te brengen wat ook het gevaar vermeed dat de blauwe kleur een groenzweem kreeg als de olie nageelde. Grovere malingen waren goedkoper en werden wel "strooiblauw" genoemd omdat de grove blauwe kristalletjes over een kleverige lijmlaag gestrooid konden worden. Deze methode werd toegepast voor het wat duurdere decoratiewerk. Behalve smalt werd een veelvoud aan namen voor het pigment gebruikt, de meest bekende koningsblauw en later Dumontsblauw.

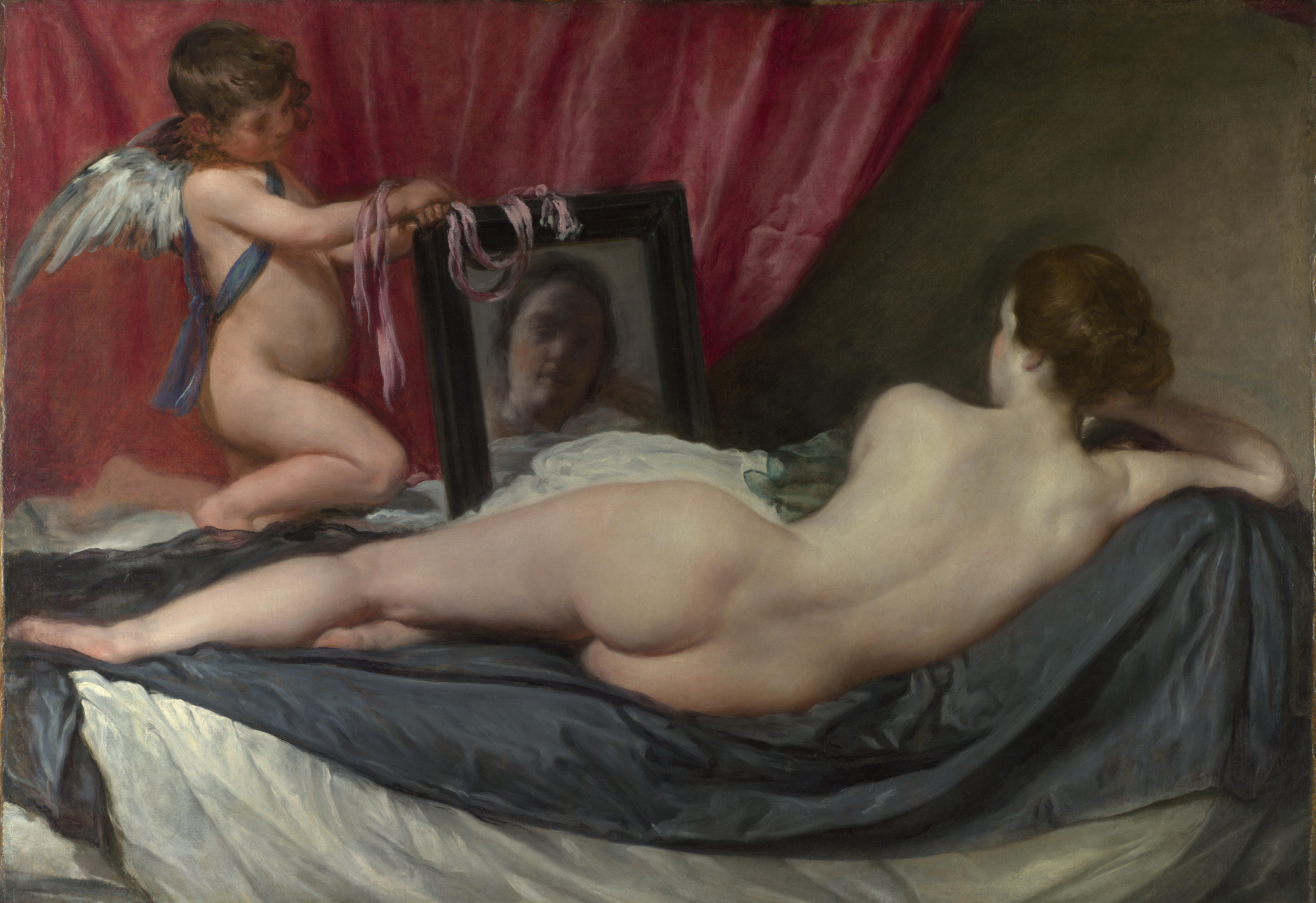
De doek waarop de Venus van Velázquez ligt, was oorspronkelijk vermoedelijk veel blauwer. De smalt behield haar tint echter in de met minder olie opgebrachte sjerp van de Cupido

Tegen de achttiende eeuw werd duidelijk dat smalt de eigenaardigheid heeft dat in olieverf de kleurkracht geleidelijk terugloopt door vergrijzing. Wetenschappelijk onderzoek zou later vaststellen dat de pigmentkorrels aan de buitenkant verbleken, terwijl de kern lang blauw blijft. Blauwe partijen in schilderijen uit vroeger eeuwen hebben daardoor soms hun kleur vrijwel geheel verloren. Bij andere werken daarentegen hield de kleur het goed. Dit verschijnsel was erg raadselachtig. De kobaltoxide op zich is namelijk uiterst stabiel. Er werd daarom wel aangenomen dat de vergrijzing het gevolg was van een degeneratie van de omringende lijnoliefilm onder invloed van het kobalt of het uit het glas sijpelen van de alkali. Een andere hypothese was dat kobaltionen op de een of andere manier uit het glas gewisseld werden, de olie in. Onderzoek uit het begin van de eenentwintigste eeuw door Jaap Boon heeft een veel complexer mechanisme aangetoond. Het bleek dat de kobalt het glas slechts blauw kon kleuren door een hoog gehalte van de alkali, de potas. Het alkaligehalte loopt echter terug door een reactie met de vetzuren in de olie, vooral onder invloed van vocht. Als de smalt een laag alkaligehalte heeft, zal het pigment verbleken. Is de alkalicomponent hoog dan blijft de kleur goed. Eerder werd juist vermoed dat een te hoog alkaligehalte de vergrijzing bevorderde. Toevoeging van een hoeveelheid loodwit schijnt de vergrijzing tegen te gaan, vermoedelijk omdat zich dan loodzepen vormen.

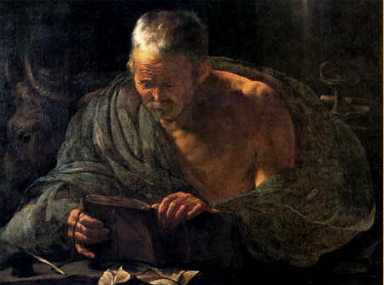
De mantel van Sint Lucas in dit werk uit 1622 van Hendrick ter Brugghen was eerst helderblauw

In de achttiende eeuw, toen smalt al vroeg concurrentie kreeg van het meer naar cyaan zwemende Pruisisch blauw, werd ontdekt dat het element kobalt verantwoordelijk was voor de blauwe kleur. Men probeerde hierop met experimenten een pigment op kobaltbasis samen te stellen dat dezelfde kleur had als smalt maar niet de nadelen bezat. Tegen het eind van die eeuw waren twee van zulke pigmenten ontwikkeld: kobaltblauw en ceruleumblauw. Door de introductie van de twee nieuwe blauwen liep het gebruik van het oorspronkelijke smalt in het begin van de negentiende eeuw geleidelijk terug. Smalt had echter nog het voordeel dat het goedkoper was. De ontdekking van het veel goedkopere synthetisch ultramarijn deed ook dit voordeel teniet en smalt werd daarna nauwelijks nog voor gebruik in de schilderkunst geproduceerd. In 2007 bracht bij wijze van uitzondering de gerenommeerde Britse verffabrikant Winsor & Newton een tubetje aquarelverf met smalt uit ter gelegenheid van het 175-jarig bestaan van het bedrijf. Smalt bleef echter haar belang behouden voor de kleuring van glas en keramiek. Het blauw in Mingporselein en Delfts blauw heeft zijn tint te danken aan kobaltoxiden. Voor de uitvinding van de moderne wasmiddelen werd smalt ook wel toegepast als blauwsel om de was witter te laten lijken; vandaar de alternatieve Engelse naam starch blue. Het had het voordeel dat de ruwe pigmentkorrels niet in de vezels van het wasgoed trokken. Smalt wordt in de kalligrafie ook nog wel gebruikt in de oude functie van strooiblauw, voor het verkrijgen van een blauwe achtergrond bij teksten in bladgoud.
Verwarrend is dat de naam "smalt" ook voor andere kleuren gebruikt kon worden die allemaal gemeen hadden dat ze gebaseerd waren op verpulverde getinte glassubstanties. Zo bestond er een rode, gele, groene, paarse, witte en zwarte smalt, waarbij de kleur afhankelijk was van de precieze chemische toevoeging aan het glas. De paarse tint werd verkregen door in plaats van potas, de saffloer met natriumcarbonaat te smelten. Ook was blauwe smalt niet altijd op kobalt gebaseerd; er kon ook koper voor gebruikt worden.

## Eigenschappen
Smalt is zeer lichtecht. In olie kan smalt echter verbleken. Het versnelt de droging van een lijnoliefilm en werd daarom vaak speciaal toegevoegd als een siccatief. Het dekkend en kleurend vermogen zijn gering. Hierdoor is het pigment weinig geschikt voor aquarel en gouache. De korrelgrootte en de vorm van de glasdeeltjes pleegt sterk te variëren, zelfs binnen een enkele partij. Het is kalkbestendig en geschikt voor fresco. Meestal is smalt zuurbestendig. In de Colour Index is het het PB 32. Smalt is theoretisch licht giftig en kan huid en slijmvliezen irriteren. Verwerkt tot een verf is het gevaar gering; het inademen van het poeder is riskanter.